# Vilde Hasund
Vilde Hasund (27 giugno 1997) è una calciatrice norvegese, centrocampista dell'Hammarby e della nazionale norvegese.

## Carriera

### Nazionale
Hasund inizia ad essere convocata dalla Federcalcio norvegese (NFF) dal 2015, inizialmente per vestire la maglia della formazione Under-23, nazionale con la quale debutta in amichevoli il 24 gennaio nell'incontro perso con le pari età dell'Norvegia, per poi venire inserita in rosa per il Torneo di La Manga nel marzo successivo e per la fase élite di qualificazione all'Europeo di Israele 2015. In questa fase viene impiegata in tutti i tre gli incontri della sua nazionale, risultando decisiva per l'accesso alla fase finale con la doppietta che il 6 aprile segna nella vittoria per 2-0 sulla Svizzera. In rosa anche per la fase finale scende in campo in due delle tre partite del gruppo B nella prima fase eliminatoria, con la Norvegia che con una vittoria, un pareggio e una sconfitta viene eliminata già alla fase a gironi.
Rimasta in quota anche per le successive qualificazione all'Europeo di Slovacchia 2016, totalizza, tra amichevoli e incontri ufficiali del torneo UEFA, altre 8 presenze delle quali 2 nella fase a gironi del suo secondo europeo di categoria prima dell'eliminazione dal torneo.
Tra il 2017 e il 2020 matura 14 presenze, tutte in amichevole, in Under-23.
Per la prima convocazione in nazionale maggiore deve attendere l'anno successivo, chiamata dal commissario tecnico Martin Sjögren in occasione delle qualificazioni, nel gruppo F della zona UEFA, ai Mondiali di Australia e Nuova Zelanda 2023 debuttando il 25 novembre 2021, nell'incontro vinto 7-0 con l'Albania, rilevando Frida Leonhardsen Maanum all'80' e andando a rete per il parziale 6-0 norvegese un minuto dopo.

## Statistiche

### Presenze e reti nei club
Statistiche aggiornate al 10 aprile 2022.
| Stagione              | Squadra               | Campionato            | Campionato | Campionato | Coppe nazionali | Coppe nazionali | Coppe nazionali | Coppe continentali | Coppe continentali | Coppe continentali | Altre coppe | Altre coppe | Altre coppe | Totale | Totale |
| Stagione              | Squadra               | Comp                  | Pres       | Reti       | Comp            | Pres            | Reti            | Comp               | Pres               | Reti               | Comp        | Pres        | Reti        | Pres   | Reti   |
| --------------------- | --------------------- | --------------------- | ---------- | ---------- | --------------- | --------------- | --------------- | ------------------ | ------------------ | ------------------ | ----------- | ----------- | ----------- | ------ | ------ |
| 2014                  | Røa                   | TS                    | 5          | 0          | CN              | 1               | 0               |                    | -                  | -                  |             | -           | -           | 6      | 0      |
| 2015                  | Røa                   | TS                    | 20         | 1          | CN              | 3               | 1               |                    | -                  | -                  |             | -           | -           | 23     | 2      |
| 2016                  | Røa                   | TS                    | 20         | 1          | CN              | 5               | 0               |                    | -                  | -                  |             | -           | -           | 25     | 1      |
| 2017                  | Røa                   | TS                    | 18         | 5          | CN              | 2               | 1               |                    | -                  | -                  |             | -           | -           | 20     | 6      |
| Totale Røa Idrettslag | Totale Røa Idrettslag | Totale Røa Idrettslag | 63         | 7          |                 | 11              | 2               |                    | -                  | -                  |             | -           | -           | 74     | 9      |
| 2018                  | Lyn                   | TS                    | 22+2       | 3+1        | CN              | 2               | 1               |                    | -                  | -                  |             | -           | -           | 26     | 5      |
| 2019                  | Lyn                   | TS                    | 22+2       | 4+1        | CN              | -               | -               |                    | -                  | -                  |             | -           | -           | 24     | 5      |
| Totale Lyn            | Totale Lyn            | Totale Lyn            | 48         | 9          |                 | 2               | 1               |                    | -                  | -                  |             | -           | -           | 50     | 10     |
| 2020                  | Sandviken             | TS                    | 18         | 3          | CN              | 3               | 1               |                    | -                  | -                  |             | -           | -           | 21     | 4      |
| 2021                  | Sandviken             | TS                    | 18         | 6          | CN              | 5               | 2               |                    | -                  | -                  |             | -           | -           | 23     | 8      |
| Totale Sandviken      | Totale Sandviken      | Totale Sandviken      | 36         | 9          |                 | 8               | 3               |                    | -                  | -                  |             | -           | -           | 44     | 12     |
| 2022                  | Hammarby              | DS                    | 2          | 0          | CN              | 4               | 4               |                    | -                  | -                  |             | -           | -           | 6      | 4      |
| Totale carriera       | Totale carriera       | Totale carriera       | 149        | 25         |                 | 25              | 10              |                    | -                  | -                  |             | -           | -           | 174    | 35     |

### Cronologia presenze e reti in nazionale
| Cronologia completa delle presenze e delle reti in nazionale ― Spagna | Cronologia completa delle presenze e delle reti in nazionale ― Spagna | Cronologia completa delle presenze e delle reti in nazionale ― Spagna | Cronologia completa delle presenze e delle reti in nazionale ― Spagna | Cronologia completa delle presenze e delle reti in nazionale ― Spagna | Cronologia completa delle presenze e delle reti in nazionale ― Spagna | Cronologia completa delle presenze e delle reti in nazionale ― Spagna | Cronologia completa delle presenze e delle reti in nazionale ― Spagna |
| Data                                                                  | Città                                                                 | In casa                                                               | Risultato                                                             | Ospiti                                                                | Competizione                                                          | Reti                                                                  | Note                                                                  |
| --------------------------------------------------------------------- | --------------------------------------------------------------------- | --------------------------------------------------------------------- | --------------------------------------------------------------------- | --------------------------------------------------------------------- | --------------------------------------------------------------------- | --------------------------------------------------------------------- | --------------------------------------------------------------------- |
| 25-11-2021                                                            | Rrogozhinë                                                            | Albania                                                               | 0 – 7                                                                 | Norvegia                                                              | Qual. Mondiali 2023                                                   | 1                                                                     | 80’                                                                   |
| 30-11-2021                                                            | Erevan                                                                | Armenia                                                               | 0 – 10                                                                | Norvegia                                                              | Qual. Mondiali 2023                                                   | -                                                                     | 64’                                                                   |
| 23-02-2022                                                            | Faro                                                                  | Portogallo                                                            | 0 – 2                                                                 | Norvegia                                                              | Algarve Cup 2022 - finale 3º/4º posto                                 | -                                                                     | 46’                                                                   |
| 07-04-2022                                                            | Sandefjord                                                            | Norvegia                                                              | 5 – 1                                                                 | Kosovo                                                                | Qual. Mondiali 2023                                                   | -                                                                     | 61’                                                                   |
| Totale                                                                |                                                                       | Presenze                                                              | 4                                                                     |                                                                       | Reti                                                                  | 1                                                                     |                                                                       |

## Palmarès

### Club
- Campionato norvegese: 2

Sandviken: 2021
- Campionato svedese: 1

Hammarby: 2023
- Coppa di Svezia: 2

Hammarby: 2023-2024, 2024-2025